# Fadji Maina

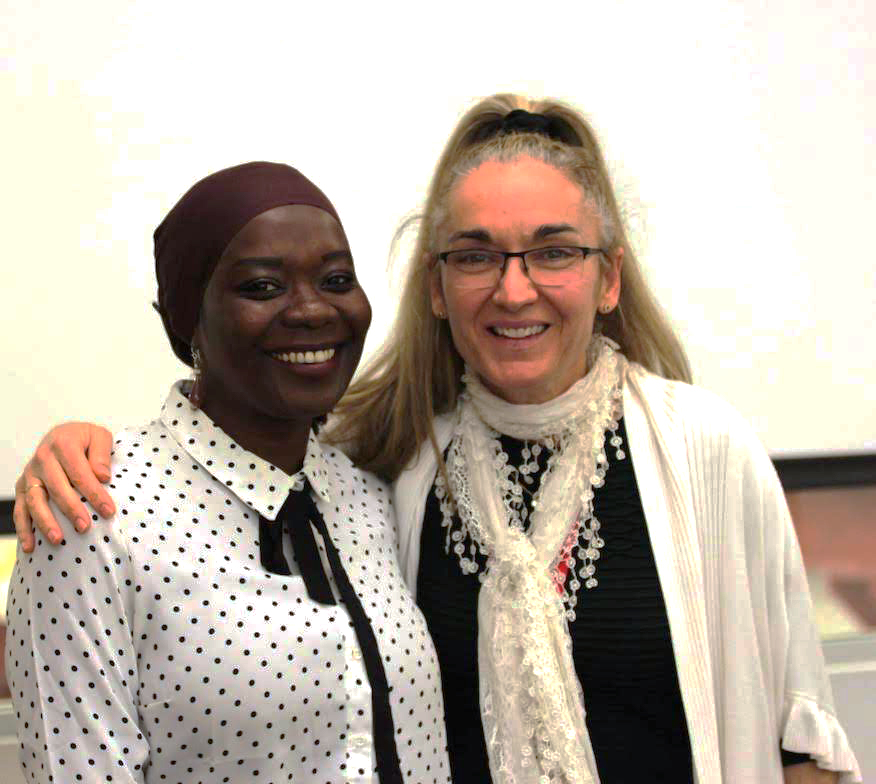
Fadji Maina und Eva Nogales im Berkeley Lab im Jahr 2019

 Fadji Zaouna Maina (* 1991 in Zinder, Niger) ist eine nigrische Hydrologin. Sie arbeitet seit 2020 als erste nigrische Frau am Goddard Space Flight Center der NASA.

## Leben und Werk
Maina besuchte die Missionsschule in Zinder und den Schulkomplex Amadou Dan Bassa, wo sie 2008 das Baccalauréat erhielt. Nach dem Schulabschluss studierte sie von 2008 bis 2011 Geologische Technik an der Universität al-Qarawīyīn in Marokko, wo sie einen Bachelor of Science erwarb. Mit einem French government excellence scholarship studierte sie anschließend an der Universität Straßburg in Frankreich, wo sie 2013 einen Master of Science in Umwelttechnik mit einer Arbeit zum Vergleich von Modellen zum Schadstofftransport in porösen Medien erhielt. Sie promovierte dann dort bis 2016 und ihre Dissertation wurde von einem internationalen Komitee als außergewöhnlich eingestuft. Ihre Dissertation konzentrierte sich auf hydrogeologische Modellierung. Mit Hilfe von Programmierung und Datenmanagement beschrieb sie die Wasserflüsse in einem hydrogeologischen System, in dem sich ein CEA-Standort im Südosten Frankreichs befindet.
Anschließend arbeitete sie bis 2016 als Forschungsassistentin bei der French Alternative Energies and Atomic Energy Commission (CEA) und dann als Postdoktorandin im Laboratory of Hydrology and Geochemistry of Strasbourg, French National Center for Scientific Research (CNRS). Danach forschte sie bis März 2018 am Polytechnikum Mailand und bis 2020 am Lawrence Berkeley National Laboratory in Kalifornien.
Seit August 2020 forscht sie als Wissenschaftlerin am NASA Goddard Space Flight Center in Greenbelt, Maryland, und ist dort seit Dezember 2021 als Associate Research Scientist Teamleiter im GESTAR II Hydrological Sciences Lab.
Maina verwendet Fernerkundungsdaten und mathematische Modelle, die sich auf Supercomputer stützen, um die Auswirkungen des Klimawandels auf die Nachhaltigkeit von Wasserressourcen zu untersuchen und den zukünftigen Bedarf vorherzusagen. Ihre Forschung wurde erfolgreich bei der Bewertung der Grundwasserverschmutzung in Frankreich, der Erhaltung des Ökosystems in Italien und der Wasserverfügbarkeit nach Waldbränden in Kalifornien angewendet.
Im Herbst 2020 gratulierte Nigers Präsident Mahamadou Issoufou ihr dazu, die erste nigrerische Wissenschaftlerin zu sein, die bei der NASA arbeitet.

## Mitgliedschaften
- American Geophysical Union
- European Geosciences Union
- Co-Founder of Renidoc (Réseau des Nigeriens Ingénieurs et Docteurs en France)
- Lawrence Berkeley National Laboratory Postdoc Association (BLPA)
- Lawrence Berkeley National Laboratory Women Scientists Engineers Council (WSEC)

## Auszeichnungen und Ehrungen
- 2008 – 2011: Moroccan government excellence scholarship
- 2012: French government excellence scholarship
- 2019: MIT's Rising Star im Bau- und Umweltingenieurwesen
- 2017: Kepler Award (beste Abschlussarbeit in Wissenschaft & Technik an der Universität Straßburg in Frankreich)
- 2020: Forbes 30 Under 30 in Wissenschaft[4][5]
- 2020: Von New African Women unter den afrikanischen Frauen des Jahres 2020 aufgeführt
- 2020: Vom New African Magazine zu einem der „100 einflussreichsten Afrikaner des Jahres 2020“ ernannt
- 2022: Von der Wirtschaftskommission der Vereinten Nationen für Afrika unter den 25 herausragenden afrikanischen Wissenschaftlerinnen aufgeführt[6]